# Wereldkampioenschap superbike van Misano 1996
Het wereldkampioenschap superbike van Misano 1996 was de eerste ronde van het wereldkampioenschap superbike 1996. De races werden verreden op 14 april 1996 op het Circuito Internazionale Santa Monica nabij Misano Adriatico, Italië.

## Race 1
| Pos | Nr | Rijder               | Constructeur | Rondes | Tijd                | Grid | Punten |
| --- | -- | -------------------- | ------------ | ------ | ------------------- | ---- | ------ |
| 1   | 11 | John Kocinski        | Ducati       | 25     | 39:49.259           | 1    | 25     |
| 2   | 2  | Troy Corser          | Ducati       | 25     | +11.061             | 2    | 20     |
| 3   | 7  | Pierfrancesco Chili  | Ducati       | 25     | +14.990             | 7    | 16     |
| 4   | 6  | Simon Crafar         | Kawasaki     | 25     | +16.963             | 5    | 13     |
| 5   | 4  | Anthony Gobert       | Kawasaki     | 25     | +18.152             | 6    | 11     |
| 6   | 3  | Aaron Slight         | Honda        | 25     | +22.035             | 9    | 10     |
| 7   | 1  | Carl Fogarty         | Honda        | 25     | +34.951             | 11   | 9      |
| 8   | 44 | Christer Lindholm    | Ducati       | 25     | +36.972             | 8    | 8      |
| 9   | 5  | Wataru Yoshikawa     | Yamaha       | 25     | +37.532             | 10   | 7      |
| 10  | 8  | Piergiorgio Bontempi | Kawasaki     | 25     | +39.961             | 15   | 6      |
| 11  | 45 | Colin Edwards        | Yamaha       | 25     | +40.252             | 4    | 5      |
| 12  | 9  | Neil Hodgson         | Ducati       | 25     | +47.513             | 3    | 4      |
| 13  | 67 | Mike Hale            | Ducati       | 25     | +51.512             | 16   | 3      |
| 14  | 30 | Brian Morrison       | Ducati       | 25     | +1:11.536           | 17   | 2      |
| 15  | 41 | Michaël Paquay       | Ducati       | 25     | +1:21.251           | 20   | 1      |
| 16  | 14 | Jochen Schmid        | Kawasaki     | 25     | +1:22.410           | 14   |        |
| 17  | 10 | John Reynolds        | Suzuki       | 25     | +1:27.772           | 13   |        |
| 18  | 19 | Stéphane Chambon     | Ducati       | 25     | +1:28.044           | 19   |        |
| 19  | 43 | Bernhard Schick      | Ducati       | 24     | +1 ronde            | 22   |        |
| 20  | 34 | Ferdinando Di Maso   | Ducati       | 24     | +1 ronde            | 26   |        |
| 21  | 70 | Redamo Assirelli     | Yamaha       | 24     | +1 ronde            | 25   |        |
| 22  | 15 | Bernard Haenggeli    | Honda        | 24     | +1 ronde            | 27   |        |
| 23  | 31 | Ioannis Boustas      | Ducati       | 24     | +1 ronde            | 24   |        |
| 24  | 24 | Anders Rasmussen     | Yamaha       | 24     | +1 ronde            | 30   |        |
| 25  | 18 | Igor Jerman          | Kawasaki     | 24     | +1 ronde            | 23   |        |
| DNF | 13 | Andreas Meklau       | Ducati       | 23     | Uitgevallen         | 21   |        |
| DNF | 35 | Antonio Giangiacomo  | Ducati       | 6      | Uitgevallen         | 31   |        |
| DNF | 40 | Anton Gruschka       | Yamaha       | 4      | Uitgevallen         | 28   |        |
| DNF | 16 | Paolo Casoli         | Ducati       | 2      | Uitgevallen         | 18   |        |
| DNF | 36 | Kirk McCarthy        | Suzuki       | 2      | Uitgevallen         | 12   |        |
| DNS | 46 | Bruno Cirafici       | Suzuki       | 0      | Niet gestart        | 29   |        |
| DNQ | 47 | Lino Pittaluga       | Yamaha       | 0      | Niet gekwalificeerd |      |        |
| DNQ | 32 | Emmanouil Pallis     | Kawasaki     | 0      | Niet gekwalificeerd |      |        |

## Race 2
| Pos | Nr | Rijder               | Constructeur | Rondes | Tijd                | Grid | Punten |
| --- | -- | -------------------- | ------------ | ------ | ------------------- | ---- | ------ |
| 1   | 11 | John Kocinski        | Ducati       | 25     | 39:45.713           | 1    | 25     |
| 2   | 2  | Troy Corser          | Ducati       | 25     | +1.031              | 2    | 20     |
| 3   | 7  | Pierfrancesco Chili  | Ducati       | 25     | +12.832             | 7    | 16     |
| 4   | 6  | Simon Crafar         | Kawasaki     | 25     | +14.634             | 5    | 13     |
| 5   | 3  | Aaron Slight         | Honda        | 25     | +19.500             | 9    | 11     |
| 6   | 1  | Carl Fogarty         | Honda        | 25     | +28.091             | 11   | 10     |
| 7   | 45 | Colin Edwards        | Yamaha       | 25     | +32.567             | 4    | 9      |
| 8   | 67 | Mike Hale            | Ducati       | 25     | +33.621             | 16   | 8      |
| 9   | 44 | Christer Lindholm    | Ducati       | 25     | +36.673             | 8    | 7      |
| 10  | 8  | Piergiorgio Bontempi | Kawasaki     | 25     | +36.837             | 15   | 6      |
| 11  | 5  | Wataru Yoshikawa     | Yamaha       | 25     | +41.576             | 10   | 5      |
| 12  | 36 | Kirk McCarthy        | Suzuki       | 25     | +46.824             | 12   | 4      |
| 13  | 16 | Paolo Casoli         | Ducati       | 25     | +54.365             | 18   | 3      |
| 14  | 14 | Jochen Schmid        | Kawasaki     | 25     | +1:16.289           | 14   | 2      |
| 15  | 41 | Michaël Paquay       | Ducati       | 25     | +1:26.635           | 20   | 1      |
| 16  | 19 | Stéphane Chambon     | Ducati       | 25     | +1:27.852           | 19   |        |
| 17  | 34 | Ferdinando Di Maso   | Ducati       | 24     | +1 ronde            | 26   |        |
| 18  | 24 | Anders Rasmussen     | Yamaha       | 24     | +1 ronde            | 30   |        |
| DNF | 18 | Igor Jerman          | Kawasaki     | 23     | Uitgevallen         | 23   |        |
| DNF | 30 | Brian Morrison       | Ducati       | 20     | Uitgevallen         | 17   |        |
| DNF | 10 | John Reynolds        | Suzuki       | 17     | Uitgevallen         | 13   |        |
| DNF | 9  | Neil Hodgson         | Ducati       | 15     | Uitgevallen         | 3    |        |
| DNF | 31 | Ioannis Boustas      | Ducati       | 15     | Uitgevallen         | 24   |        |
| DNF | 15 | Bernard Haenggeli    | Honda        | 10     | Uitgevallen         | 27   |        |
| DNF | 35 | Antonio Giangiacomo  | Ducati       | 7      | Uitgevallen         | 31   |        |
| DNF | 43 | Bernhard Schick      | Ducati       | 4      | Uitgevallen         | 22   |        |
| DNF | 70 | Redamo Assirelli     | Yamaha       | 4      | Uitgevallen         | 25   |        |
| DNF | 40 | Anton Gruschka       | Yamaha       | 1      | Uitgevallen         | 28   |        |
| DSQ | 4  | Anthony Gobert       | Kawasaki     | 0      | Gediskwalificeerd   | 6    |        |
| DNS | 13 | Andreas Meklau       | Ducati       | 0      | Niet gestart        | 21   |        |
| DNS | 46 | Bruno Cirafici       | Suzuki       | 0      | Niet gestart        | 29   |        |
| DNQ | 47 | Lino Pittaluga       | Yamaha       | 0      | Niet gekwalificeerd |      |        |
| DNQ | 32 | Emmanouil Pallis     | Kawasaki     | 0      | Niet gekwalificeerd |      |        |

## Tussenstanden na wedstrijd
| Pos | Nr | Rijder              | Team     | Punten |
| --- | -- | ------------------- | -------- | ------ |
| 1   | 11 | John Kocinski       | Ducati   | 50     |
| 2   | 2  | Troy Corser         | Ducati   | 40     |
| 3   | 7  | Pierfrancesco Chili | Ducati   | 32     |
| 4   | 6  | Simon Crafar        | Kawasaki | 26     |
| 5   | 3  | Aaron Slight        | Honda    | 21     |

1991 · 1993 · 1994 · 1995 · 1996 · 1997 · 1998 · 1999 · 2000 · 2001 · 2002 · 2003 · 2004 · 2005 · 2006 · 2007 · 2008 · 2009 · 2010 · 2011 · 2012 · 2014 · 2015 · 2016 · 2017 · 2018 · 2019 · 2021 · 2022 · 2023 · 2024 · 2025